# Acanthocnema nigrimana
Acanthocnema nigrimana är en tvåvingeart som först beskrevs av Zetterstedt 1846.  Acanthocnema nigrimana ingår i släktet Acanthocnema och familjen kolvflugor. Arten är reproducerande i Sverige. Inga underarter finns listade i Catalogue of Life.